# Paradise Island
Paradise Island, tidigare benämnd Hog Island, är en ö i Lucayan-arkipelagen i Bahamas.   Den ligger i distriktet New Providence District, i den centrala delen av landet. Arean är 3,3 kvadratkilometer.
Terrängen på Paradise Island är mycket platt. Öns högsta punkt är 24 meter över havet. Den sträcker sig 1,6 kilometer i nord-sydlig riktning, och 6,5 kilometer i öst-västlig riktning.
Savannklimat råder i trakten. Årsmedeltemperaturen i trakten är 24 °C. Den varmaste månaden är juli, då medeltemperaturen är 27 °C, och den kallaste är februari, med 20 °C. Genomsnittlig årsnederbörd är 1 760 millimeter. Den regnigaste månaden är maj, med i genomsnitt 288 mm nederbörd, och den torraste är januari, med 20 mm nederbörd.